# Hildegard Knef

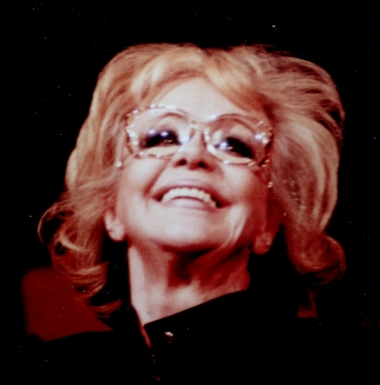
1995, último recital.

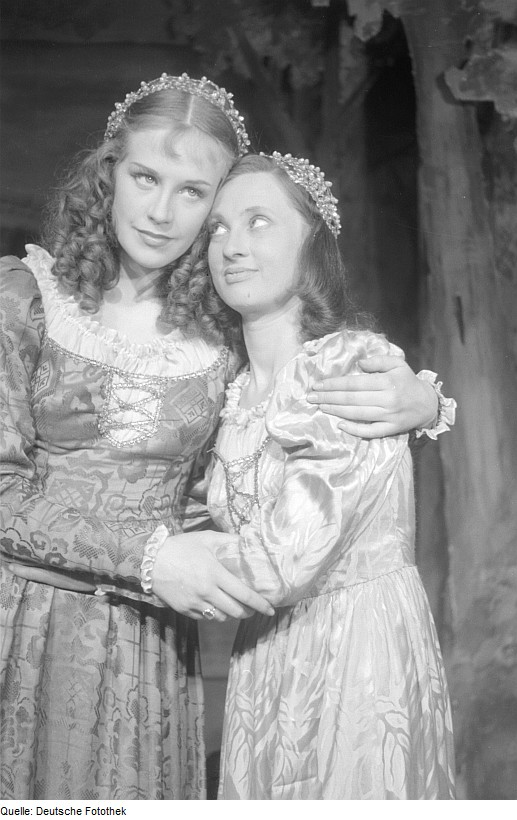
En 1946.

Hildegard Frieda Albertine Knef (Ulm, 28 de diciembre de 1925-Berlín, 1 de febrero de 2002), conocida como Hildegard Knef o, en inglés, en ocasiones como Hildegarde Neff, fue una actriz, cantante y escritora alemana.

## Carrera
Inició su carrera hacia finales del Tercer Reich en películas que se exhibieron poco después de la guerra. Sus dos papeles cinematográficos más conocidos fueron "Susanne Wallner" en la película de Wolfgang Staudte Die Mörder sind unter uns, producida en 1946 por la compañía de cine estatal de Alemania Oriental, y la primera película estrenada después de la Segunda Guerra Mundial en Alemania Oriental; y "Marina" en La pecadora, donde su desnudo fue criticado por la Iglesia Católica.
Tuvo una importante carrera en cine. En 1948, recibió el premio a la mejor actriz del Festival de Cine de Locarno por su papel en Film Without a Title.  Apareció en la adaptación cinematográfica de 1975 de la novela de Hans Fallada, estrenada en inglés como Everyone Dies Alone en 1976, por la que ganó un premio a la mejor actriz en el Festival Internacional de Cine de Karlovy Vary.
En 1963 inició una legendaria carrera como cantante con su distintiva voz ahumada y grave, ideal para los recitativos de la canción europea. Popularizó el tema de Marlene Dietrich (1948) "Ich hab noch einen Koffer in Berlin" (Me queda una valija en Berlín), de la que se vendieron más de 3 millones de copias. 
Se destacó como intérprete de cabaret berlinés y canciones de Kurt Weill. En 1963 fue la Pirata Jenny en la película La opera de tres centavos sobre la opera de Kurt Weill y Bertolt Brecht con Curd Jürgens y Lino Ventura.
En Broadway, trabajó en Silk stockings, de Cole Porter y en 1987 encarnó a Fräulein Schneider (papel compuesto para la legendaria Lotte Lenya) en la versión berlinesa del musical Cabaret en el Theater des Westens.
Escribió su autobiografía Der geschenkte Gaul - Bericht aus einem Leben, en 1970, que se convirtió en el libro más vendido desde la posguerra en Alemania. Traducido en 17 idiomas, fue el libro internacional más exitoso de un autor alemán desde 1945. "El veredicto", en 1975, libro sobre el cáncer de seno que ella misma padeció, fue segundo en la lista de superventas de los Estados Unidos.[cita requerida]
Se casó con Kurt Hirsch (1947-1952), con David Anthony Palastanga (1962-1976) y con Paul Freiher von Schell (1977-2002).[cita requerida]
En el 2009, se estrenó una película basada en su vida, titulada Hilde, dirigida por Kai Wessel e interpretada por la actriz y modelo Heike Makatsch.
Knef murió de una infección pulmonar en Berlín, a donde se había mudado después de la reunificación alemana, a la edad de 76 años.  Fumó mucho durante la mayor parte de su vida y sufrió de enfisema.
En 1975 fue condecorada con la Orden del Mérito de la República Federal de Alemania.

## Filmografía selecta
- 1945: Los hermanos Noltenius
- 1945: Bajo los puentes
- 1946: Die Mörder sind unter uns
- 1947: Entre ayer y mañana
- 1948: Película sin título
- 1951: La pecadora
- 1951: Todavía suceden milagros
- 1951: Decisión antes del amanecer (Decision Before Dawn)
- 1952: Por la noche en las calles
- 1952: Mensajero a Trieste (Diplomatic Courier)
- 1952: Las nieves del Kilimanjaro
- 1953: Vacaciones peligrosas (The Man Between)
- 1954: Una historia de amor
- 1954: Confesión en privado
- 1954: Svengali
- 1958: Madeleine y el legionario
- 1960: Los intrépidos de Parma (La strada dei giganti)
- 1962: Lulu
- 1963: Catalina de Rusia
- 1963: El asesino de mujeres de París (Landru)
- 1963: La ópera de tres centavo
- 1963: El gran juego de amor
- 1964: Agente secreto en Gibraltar (Gibraltar)
- 1965: Mozambique
- 1968: El continente perdido
- 1976: Cada uno muere por sí mismo
- 1978: Fedora

## Premios y honores
- 1949: Premio a la mejor actriz en el Festival de Cine de Locarno
- 1953: Premio de la crítica de cine francesa por su papel en La Fête à Henriette
- 1959: Entrega del Premio Federal de Cine: Banda de cine en plata como mejor actriz de reparto para El hombre que se vendió
- 1968: Elección como la "mejor cantante de habla alemana"
- 1969: Edison (por los mejores textos y la mayor popularidad del público en Europa)
- 1975: Cruz Federal del Mérito de Primera Clase "por los servicios al reconocimiento de la República Federal de Alemania en el mundo"
- 1976: Premio de Oro al Cine a la mejor actriz para la película Todo el mundo muere solo en el Festival Internacional de Cine de Karlovy Vary
- 1976: Premio Mark Twain por la edición en inglés de El veredicto
- 1977: Premio Federal de Cine
- 1993: Premio Helmut Käutner de la ciudad de Düsseldorf
- 1995: Orden del Mérito del Estado de Berlín
- 1996: Oso de Berlín (Premio Cultural B.Z.) por trayectoria
- 1996: Primer ganador del Premio "Marlene"
- 1999: Premio DIVA por trayectoria
- 1999: Premio a la producción de jazz más exitosa del año
- 2000: Echo Pop por trayectoria
- 2001: Premio Bambi por trayectoria

## Autora
- Der geschenkte Gaul. Bericht aus einem Leben. Molden, Wien, München und Zürich 1970, ISBN 3-217-00858-8.
- Ich brauch Tapetenwechsel. Molden, Wien u. a. 1972, ISBN 3-217-00457-4.
- Das Urteil oder der Gegenmensch. Molden, München u. a. 1975, ISBN 3-217-00654-2.
- Heimweh-Blues. Freund, Berlín 1976, ISBN 3-921532-03-5.
- Nichts als Neugier. Interviews zu Fragen der Parapsychologie. Goldmann, München 1978, ISBN 3-442-03690-9.
- So nicht. Knaus, Hamburg 1982, ISBN 3-8135-8092-X.
- Romy. Betrachtung eines Lebens Knaus, Hamburg 1983, ISBN 3-8135-0443-3;

## Películas sobre Hildegard Knef (selección)
- Perfil: Hildegard Knef en conversación con Friedrich Luft. Entrevista de estudio, BR Alemania, 1967, 29 min.

- Una mujer y medio - Hildegard Knef. Documental, Alemania, 2001, 90 min., escrito y dirigido por Clarissa Ruge

- Knef - Los primeros años. Documental, Alemania, 2005, 60 min., escrito y dirigido por Felix Moeller, con Volker Schlöndorff, Jürgen Trimborn y sus maridos Kurt Hirsch, David Cameron, Paul von Schell.

- Hilde. Largometraje, Alemania, 2009, 137 min., libro: Maria von Heland, dirigida por Kai Wessel, estreno: 13. Febrero de 2009.

- Hilde Knef - Una estrella mundial de Berlín. Documental, Alemania, 2012, 87:47 min., escrito y dirigido por Jens Rübsam

- Hildegard Knef - Suerte con descanso.  Alemania, 2014, 29:30 min., escrito y dirigido por Frank Diederichs, producción: WDR.